# Sejanus albisignatus
Sejanus albisignatus är en insektsart som först beskrevs av Knight 1938.  Sejanus albisignatus ingår i släktet Sejanus och familjen ängsskinnbaggar. Inga underarter finns listade i Catalogue of Life.